# دانرز غروف (إلينوي)
دانرز غروف (بالإنجليزية: Downers Grove)‏ هي منطقة سكنية تقع في الولايات المتحدة في إلينوي. يقدر عدد سكانها بـ 49,399 نسمة .

## أعلام
- دنيس ريتشاردز
- نانسي جونسون
- إريك ليتشاي
- يوجين بولي
- ساندي موريس
- تشارلز درابر فولكنير
- توني غراناتو
- ألفريد شيلد
- جيمس ديوار
- جورج باولوس